# Gospodarstvo Surinama
Gospodarstvo Surinama predstavlja nacionalno gospodarstvo Republike Surinam. Okosnica nacionalnog gospodarstva je aluminij tako da se u velikoj mjeri izvozi aluminijev oksid (glinica) a nešto manje aluminij dobiven od boksita. Oni čine preko 70% surinamskog izvoza.
Zemlja ima i rudnike zlata, šumsko bogatstvo i nalazišta nafte čija se dobra također izvoze kao i hrana (banana, kokos, riža, riba i račići).
Surinam je punopravni član Svjetske trgovinske organizacije, Karipske zajednice i Unije južnoameričkih država.
Na temelju liste koju je 6. ožujka 2013. sastavio Euromoney Country Risk, Surinam je s ocjenom 36,41 rangiran na četvrtu razinu najsigurnijih investicijskih destinacija. Time se surinamsko gospodarsvo može uspoređivati s makedonskim (39,16), albanskim (37,58) i crnogorskim (33,25). S druge strane, gospodarstva skandinavskih zemalja poput Norveške (89,85), Švedske (86,76) i Finske (84,54) rangirane su na prvu razinu s visokim ocjenama.
Najveći surinamski izvozni partneri su su SAD, Kanada i Belgija dok se najviše uvozi iz bivšeg kolonijalnog gospodara Nizozemske te SAD-a, UAE-a i Kine.

## Zapadnosurinamski plan
Tijekom 1976. i 1977. američka korporacija Morrison-Knudsen Co. je na zapadu Surinama konstruirala 100 km dugu jednokolosječnu željezničku prugu za prijevoz boksita iz planinskog lanca Bakhuis do riječnog grada Apoera. Odatle bi se boksit riječnim putem transportirao do talionica za preradu ruda.
Samu izgradnju ove željeznice je financirala nizozemska Vlada kao svojevrsnu otplatu nakon što je Surinam stekao nezavisnost. Paradoksalno je da nakon završetka izgradnje željeznice i potrebne infrastrukture ova željeznica nikad nije korištena zbog ekonomskih i političkih razloga u zemlji. Tako je željeznica obrasla u džungli dok su planovi o izgradnji brane na rijeci Kabalebo razmatrani ali nikada nisu realizirani.

## Gospodarstvo

### Aluminij
Aluminij je temelj surinamskog gospodarstva te je 2001. godine činio 72% nacionalnog izvoza od 496,6 milijuna USD. Također, smatra se da Surinam ima jedne od najvećih zaliha boksita odnosno aluminijevog oksida. One se nalaze na zapadu, istoku i sjeveru zemlje te se smatra da će njihova eksploatacija trajati do 2045. godine
Budući da su u zemlji niski troškovi električne energije, stvoreni su odlični uvjeti za proizvodnju aluminija i njegov izvoz. Naime, tijekom 1960-ih, američki proizvođač aluminija Alcoa, uložio je 150 milijuna USD u izgradnju brane za rad hidroelektrane na rijeci Surinam.
1984. godine kompanije SURALCO (podružnica Alcoje) i BHP Billiton su stvorile joint venture udruženje o zajedničkoj suradnji a time i podjelu profita i rizika na temelju rudarenja boksitom u Surinamu. U listopadu 2002. Alcoa i BHP Billiton su potpisali pismo namjere na temelju kojeg je osnovano novo joint venture udruženje u kojem će Alcoa preuzeti 55% poslova rudarenja boksitom na zapadu Surinama.
U rudarskom sektoru najveći problem predstavlja zemljopisna udaljenost i troškovi koji nastaju zbog prijevoza rude do talionica. Zbog toga surinamska Vlada i strane kompanije nastoje razviti troškovno učinkoviti način rudarenja. Isto tako, surinamsko bogatstvo boksitom i nazočnost kompanije Alcoa u zemlji ključni su element američko-surinamskih ekonomskih odnosa.

### Zlato
Rudnici zlata su od surinamske Vlade relativno neregulirani. Zemlja je privukla pozornost stranih kompanija koje se bave eksploatacijom zlata. Tako su u Surinamu nazočne tvrtke Blue Ribbon Resources Ltd, Cambior, Canarc Resource Corporation, IAMGOLD, Golden Star Resources Ltd i dr.

### Nafta
Proizvodnja nafte je obećavajući sektor surinamskog gospodarstva jer se dnevno proizvede 12.000 barela nafte. Također, postoji i mogućnost pronalaska novih izvora crnog zlata. Državna naftna kompanija Staatsolie traži zajedničkog stranog poslovnog partnera dok sama kompanija namjerava ostvarivati mjesečni izvoz nafte u SAD u količini od 200 milijuna galona.

### Tvrdo drvo
Surinam obiluje šumskim bogatstvom tako da se iz džungle sjeku tropska stabla iz kojih se dobiva tvrdo drvo. Međutim, eksploatacija zemlje i šume u unutrašnjosti zemlje je dovela do zabrinutosti aktivista za ljudska prava jer ondje živi narod Maroni.

### Hrana
Zemlja u manjoj količini izvozi hranu i to: banane, kokos, rižu, ribu, račiće i povrće.

## Strana pomoć
Nakon što je 1991. godine demokratskim putem izabrana nova surinamska Vlada, nastavljen je nizozemski program potpore. Veze s Nizozemskom i dalje su važan čimbenik nacionalnog gospodarstva dok sama Nizozemska inzistira da Surinam pokrene ekonomske reforme i određene planove za nizozemske projekte kako bi se nastavio priljev strane pomoći.
Gospodarske mjere su provedene 1993. godine što je dovelo do stabilizacije ekonomije, relativno stabilnog tečaja, niske inflacije, održive fiskalne politike i rasta. Međutim, od 1996. do danas stanje surinamskog gospodarstva se pogoršava i to velikim dijelom zbog labave fiskalne politike Wijdenboschove Vlade. To je dovelo do manje nizozemske razvojne pomoći a deficit se financirao kroz kredit središnje banke. Zbog toga je inflacija naglo narasla, od 23% na kraju 1998. do nevjerojatnih 113% na kraju 1999. Kako bi se zaustavio taj negativni trend, Vlada je pokrenula režim stroge kontrole ekonomskih cijena, tečaja te uvoza i izvoza.
Nizozemska pomoć je u velikoj mjeri prekinuta nakon što je u novim surinamskim predsjednikom postao Dési Bouterse. S druge strane, pomoć iz Kine je porasla.

## Vanjske poveznice
- With Aid and Migrants, China Expands Its Presence in a South American Nation